# منطقه کازابلانکا–سطات
کازابلانکا سطات (به فرانسوی: Casablanca-Settat) یا الدار البیضاء سطات یک منطقه در مراکش است. کازابلانکا سطات ۲۰٬۱۶۶ کیلومتر مربع مساحت و ۶٬۸۶۱٬۷۳۹ نفر جمعیت دارد.